# Thần Nông
Thần Nông (phồn thể: 神農, giản thể: 神农) (3220 TCN—3080 TCN), còn được gọi là Thần Nông thị (神農氏), Khôi Ngôi thị (魁隗氏), Liên Sơn thị (連山氏), Liệt Sơn thị (列山氏), Tắc thần (稷神), thường được biết với tên gọi Viêm Đế (炎帝). Thần Nông là một vị thần trong thần thoại. Ông cũng được xem là thuỷ tổ của họ Hồng Bàng trong truyền thuyết của Việt Nam.
Theo Christie Anthony (1968) trích từ Chinese Mythology. Feltham: Hamlyn Publishing:
"神农也是头像牛头，尖角，铜额头，铁头，蝎尾，蜈蚣腿的人"
Phiên âm:
Thần Nông dã thị đầu tượng ngưu đầu, tiêm các, đồng ngạch đầu, thiết đầu, hạt vĩ, ngô công thói đích nhân

Tạm dịch: 
Thần Nông cũng là người có đầu giống đầu bò, sừng nhọn, trán đồng, đầu sắt, đuôi bọ cạp, chân rết.

Theo truyền thuyết, Thần Nông sống cách đây khoảng hơn 5.000 năm và là người đã dạy dân nghề làm ruộng, chế ra cày bừa, cũng như phát triển nghề làm thuốc trị bệnh, cho nên trong dân gian có câu Thần Nông thường bách thảo, giáo nhân y liệu dữ nông canh (神農嘗百草, 教人醫療與農耕; Thần Nông nếm trăm cây thuốc, dạy người chữa bệnh với cày cấy). Vì thế, ông còn được xưng là Dược vương (藥王), Ngũ Cốc vương (五穀王), Ngũ Cốc Tiên Đế (五穀先帝), Thần Nông đại đế (神農大帝).

## Trong thần thoại Trung Quốc

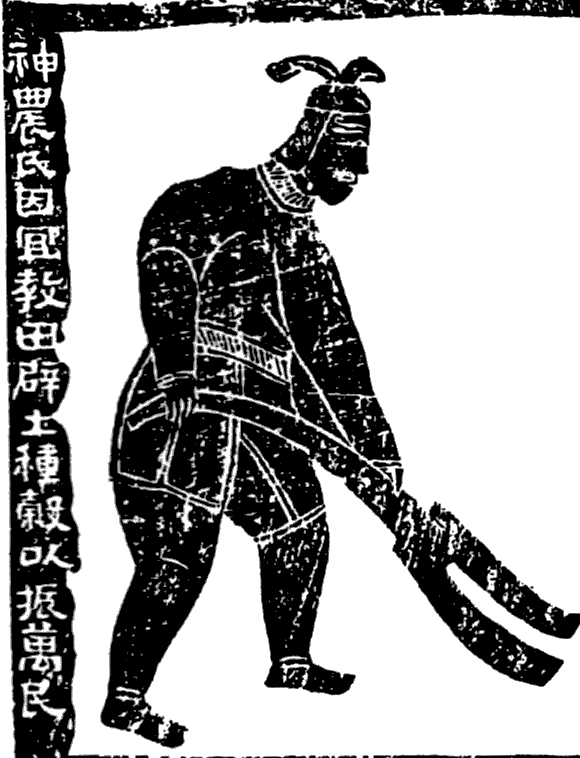
Thần Nông cày đồng. Tranh trên tường thời nhà Hán.

Trong thần thoại Trung Quốc, Thần Nông ngoài việc là ông tổ nông nghiệp, người đã dạy dân trồng ngũ cốc và chế tạo ra cày bằng gỗ, ông tổ nghề gốm sứ và nghề y dược, thì đôi khi ông cũng được coi là tổ tiên hay thủ lĩnh của Xi Vưu; và giống như ông này, Thần Nông cũng là người có đầu giống đầu bò, sừng nhọn, trán đồng, đầu sắt, đuôi bọ cạp, chân rết. Một khác biệt giữa huyền thoại và khoa học được thể hiện trong thần thoại Trung Hoa: Thần Nông và Hoàng Đế được coi như là những người bạn và đồng học giả, cho dù giữa họ là khoảng thời gian trên 500 năm giữa vị Thần Nông đầu tiên và Hoàng Đế, và cùng nhau họ chia sẻ những bí quyết giả kim thuật dùng trong y dược, khả năng bất tử và chế tạo vàng.
Theo sự bổ sung của Tư Mã Trinh vào Sử ký thì Thần Nông là bà con với Hoàng Đế và được coi là ông tổ của người Trung Quốc. Người Hán coi cả hai đều là tổ tiên chung của mình với thành ngữ "Viêm Hoàng tử tôn" (con cháu Viêm Hoàng). Ông chết do nếm phải một loại độc thảo mà không kịp lấy thuốc chữa, sau một thời gian dài từng nếm rất nhiều các loại độc thảo khác nhau. Ông được thần thánh hóa như là một trong số ba vị vua huyền thoại danh tiếng nhất, gọi chung là Tam Hoàng vì những đóng góp của mình cho loài người.
Cũng theo Tư Mã Trinh thì Thần Nông làm vua 140 năm, khi mất táng tại Trường Sa (nay thuộc tỉnh Hồ Nam). Kinh đô ban đầu đặt tại đất Trần, sau dời tới Khúc Phụ. Hậu duệ của ông truyền được 8 đời kéo dài 520 năm cho đến khi Hiên Viên Hoàng Đế nổi lên, ngoài ra Thần Nông còn có người con gái tên là Tinh Vệ.
Khó có thể nói Thần Nông là một nhân vật lịch sử có thật hay không. Tuy nhiên, Thần Nông, dù là một cá nhân hay một thị tộc, là rất quan trọng trong lịch sử văn hóa—đặc biệt khi nói tới thần thoại và văn học dân gian. Trên thực tế, Thần Nông được nhắc tới rất nhiều trong văn học lịch sử.

## Thần Nông trong văn học
Mặc dù Tư Mã Thiên đề cập rằng các vị vua ngay trước Hoàng Đế là từ một nhà (hay nhóm sắc tộc) Thần Nông nhưng Tư Mã Trinh, người bổ sung thêm phần Tam Hoàng bản kỷ cho Sử ký, cho rằng Thần Nông là người họ Khương (姜) và liệt kê một danh sách những người kế vị ông.
Trong cuốn sách cổ hơn, và ngày nay dường như được dẫn chiếu tới nhiều hơn, là Hoài Nam tử có viết: "Trước khi có Thần Nông thì dân chúng mông muội, đói ăn và ốm đau bệnh tật; nhưng sau đó ông đã dạy dân chúng trồng ngũ cốc mà tự ông tìm ra, rồi việc nếm các loại cây cỏ, mà mỗi ngày có thể tới 70 loại khác nhau". Thần Nông cũng được nhắc tới trong Kinh Dịch. Tại đây ông được nói tới như là người trị vì sau khi kết thúc sự trị vì của nhà Bào Hy/Phục Hy, là người phát minh ra cày bằng gỗ với lưỡi cong cũng bằng gỗ, truyền các kỹ năng canh tác cho dân chúng và lập chợ ban ngày. Một dẫn chiếu khác có trong Lã Thị Xuân Thu (呂氏春秋), đề cập tới một số vụ bạo loạn khi Thần Nông nổi lên và cho biết quyền lực của Thần Nông thị kéo dài tới 17 thế hệ

## Trong văn hóa dân gian
Ông được cho là từng nếm thử hàng trăm loại cây cỏ để kiểm tra các tính chất dược học của chúng. Đóng góp được coi là của Thần Nông là Thần Nông bản thảo kinh (phồn thể: 神農本草經, giản thể: 神农本草经, bính âm: Shénnóng běncǎo jīng) – được biên tập và chỉnh lý lần đầu tiên vào khoảng cuối thời Tây Hán, vài ngàn năm sau khi Thần Nông tồn tại – trong đó có liệt kê nhiều loại cây cỏ khác nhau, như linh chi, được Thần Nông tìm ra và đánh giá phẩm cấp, tính năng. Tác phẩm này được coi là dược điển sớm nhất của người Trung Quốc. Nó cũng bao gồm 365 vị thuốc tổng hợp từ khoáng vật, cây cối và động vật. Thần Nông được coi là đã nhận dạng hàng trăm loại dược thảo và độc thảo bằng cách tự mình nếm thử để tìm hiểu tính chất của chúng, là cốt yếu đối với sự phát triển của y học cổ truyền Trung Hoa. Truyền thuyết cũng kể rằng ban đầu Thần Nông có thân hình trong suốt và vì thế ông có thể nhìn thấy các tác động của các loại cây cỏ khác nhau lên cơ thể mình. Trà, được coi là thuốc giải đối với các tác động gây ngộ độc của khoảng 70 loại cây cỏ, cũng được coi là phát hiện của ông. Phát hiện này được coi là vào năm 2737 TCN, mà theo đó Thần Nông lần đầu tiên nếm thử trà từ những chiếc lá chè trên cành trà bị cháy, được gió nóng của đám cháy đưa tới và rơi vào vạc nước sôi của ông. Thần Nông được tôn kính như là ông tổ của y học Trung Hoa. Ông cũng được coi là người đã đề ra kỹ thuật châm cứu.
Người ta cũng cho rằng Thần Nông đóng một vai trò trong việc tạo ra cổ cầm, cùng với Phục Hy và Hoàng Đế. Một số công trình học thuật cũng đề cập rằng dòng họ đằng cha của viên tướng nổi tiếng thời nhà Tống là Nhạc Phi có nguồn gốc từ Thần Nông.

## Danh sách quân chủ Thần Nông thị
- Theo Đế vương thế kỷ và Sử Ký - Bổ Tam Hoàng bản kỷ thì Thần Nông thị có chín người lần lượt làm vua:

1. Viêm Đế
2. Đế Lâm Khôi (帝临魁) tức đế Đồi (con Viêm đế)
3. Đế Thừa (帝承) con đế Lâm Khôi
4. Đế Minh (帝明) con đế Thừa
5. Đế Trực (帝直) con đế Minh
6. Đế Ly (帝釐) tức Đế Nghi (con Đế Trực - sách Thông Giám Ngoại Kỷ nói là con Đế Minh mà không có đời Đế Trực)
7. Đế Ai (帝哀) tức đế Lai (con Đế Ly)
8. Đế Khắc (帝克) con đế Ai
9. Đế Du Võng (帝榆罔) con đế Khắc

- Theo Sơn Hải kinh thì Thần Nông thị truyền được 10 đời:

1. Viêm Đế
2. Viêm Cư (Trụ)
3. Tiết Tịnh
4. Hí Khí
5. Chúc Dung
6. Cộng Công
7. Thuật Khí
8. Hậu Thổ
9. Ế Minh
10. Tuế Thập

## Tại Việt Nam
Tại Việt Nam thì Thần Nông được xem là thủy tổ của người Việt.
Trong Đại Việt Sử ký Toàn thư, phần lời tựa của Ngô Sĩ Liên chép: "Nước Đại Việt ở phía nam Ngũ Lĩnh, thế là trời đã phân chia giới hạn Nam–Bắc. Thủy tổ của ta là dòng dõi họ Thần Nông, thế là trời sinh chân chúa, có thể cùng với Bắc triều mỗi bên làm đế một phương".
Theo Đại Việt sử ký toàn thư:
"Vua Đế Minh là cháu ba đời của Thần Nông, đi tuần thú phương Nam, đến núi Ngũ Lĩnh (nay thuộc tỉnh Hồ Nam, Trung Hoa), gặp một nàng tiên, lấy nhau đẻ ra người con tên là Lộc Tục. Sau Đế Minh truyền ngôi lại cho con trưởng là Đế Nghi làm vua phương Bắc (từ núi Ngũ Lĩnh về phía Bắc), phong cho Lộc Tục làm vua phương Nam (từ núi Ngũ Lĩnh về phía Nam), xưng là Kinh Dương Vương, quốc hiệu là Xích Quỷ. Kinh Dương Vương làm vua Xích Quỷ vào năm Nhâm Tuất 2897 TCN, lấy con gái Động Đình Hồ quân (còn có tên là Thần Long) là Long nữ sinh ra Sùng Lãm, nối ngôi làm vua, xưng là Lạc Long Quân. Lạc Long Quân lấy con gái vua Đế Lai (con của Đế Nghi), tên là Âu Cơ, sinh một lần trăm người con trai. Một hôm, Lạc Long Quân bảo Âu Cơ rằng: "Ta là giống rồng, nàng là giống tiên, thủy hỏa khắc nhau, chung hợp thật khó". Bèn từ biệt nhau, chia 50 con theo mẹ về núi, 50 con theo cha về ở miền biển (có bản chép là về Nam Hải), phong cho con trưởng làm Hùng Vương, nối ngôi vua."

### Lễ Thần Nông
Lễ Thần Nông tức là lễ tế vua Thần Nông để cầu mong được mùa và nghề nông phát đạt. Trên các quyển lịch cổ hàng năm, người ta thường vẽ một mục đồng dắt một con trâu. Mục đồng tức là vua Thần Nông, còn con trâu tượng trưng cho nghề nông.
Hình mục đồng cũng như con trâu thay đổi hàng năm tùy theo sự ước đoán của Khâm thiên giám về mùa màng năm đó sẽ tốt hay xấu.
Năm nào được coi là được mùa, Thần Nông có giày dép chỉnh tề, còn năm nào mùa màng bị coi là kém, Thần Nông có vẻ như vội vàng hấp tấp nên chỉ đi giày một chân. Con trâu được đổi màu tùy theo hành của mỗi năm, nó có thể có một trong 5 màu vàng, đen, trắng, xanh, đỏ đúng với các hành Thổ, Thủy, Kim, Mộc, Hỏa. Thời phong kiến, hàng năm đều có tục tế và rước Thần Nông tại triều đình cũng như ở các địa phương.
Lễ tế Thần Nông hàng năm cử hành vào ngày Lập xuân, bởi vậy nên lễ tế Thần Nông còn được gọi là Tế xuân.
Theo chỉ dụ của Minh Mạng, hàng năm sau tiết Đông chí, tòa Khâm thiên giám phải lo sửa soạn việc tế Thần Nông. Các quan cùng nhau họp để nặn trâu và tượng Thần Nông.
Trước ngày lập xuân hai ngày, tại gần cửa thành Đông Ba (ngày nay là cửa chính Đông), các quan Khâm thiên giám cho lập một cái Đài hướng đông. Trâu và tượng Thần Nông cũng được đưa tới lưu tại phủ Thừa Thiên để ngày hôm sau các quan trong phủ mới rước từ phủ tới Đài. Các quan vận lễ phục, có quân lính mang gươm giáo, tàn lọng, cờ quạt theo hầu.
Tới Đài thì một lễ đơn giản được cử hành, ngụ ý trình với Thổ Công về sự hiện diện của tượng Thần Nông và trâu. Sau đó, trâu và tượng Thần Nông lại được khiêng về kho cất. Hôm tế xuân, tượng và trâu lại được rước ra Đài, nhưng lần này đi rước là các quan bộ Lễ và các quan phủ Thừa Thiên. Khi đám rước đi qua cung vua, một viên thái giám vào tâu để vua biết. Sau đó, đám rước lại tiếp tục đi và khi đi qua bộ Lễ, một viên quan đánh vào mông trâu ba roi, có ý thôi thúc trâu phải làm việc.
Tới Đài, các quan làm lễ tế Thần Nông theo như nghi lễ các cuộc tế khác. Tế Thần Nông xong, trâu và tượng Thần Nông được quân lính mang đi chôn sau buổi lễ.
Tại các tỉnh, trong ngày Lập xuân cũng có lễ tế Thần Nông và lễ cũng được sửa soạn từ sau ngày Đông chí. Các quan tỉnh phụ trách việc hành lễ. Trâu và tượng Thần Nông cũng được đem chôn. Người Dao Tuyển, để cảm tạ công ơn và cầu xin cho mùa màng bội thu, nhà nhà hạnh phúc thì lễ hội ngày 6 tháng 6 âm lịch là ngày cúng Thần Nông lớn nhất trong năm. Ngoài ra họ còn thờ cúng Thần Nông vào các ngày 1 tháng 1 âm lịch và 9 tháng 9 âm lịch hàng năm.